# 博尔扎诺自由大学

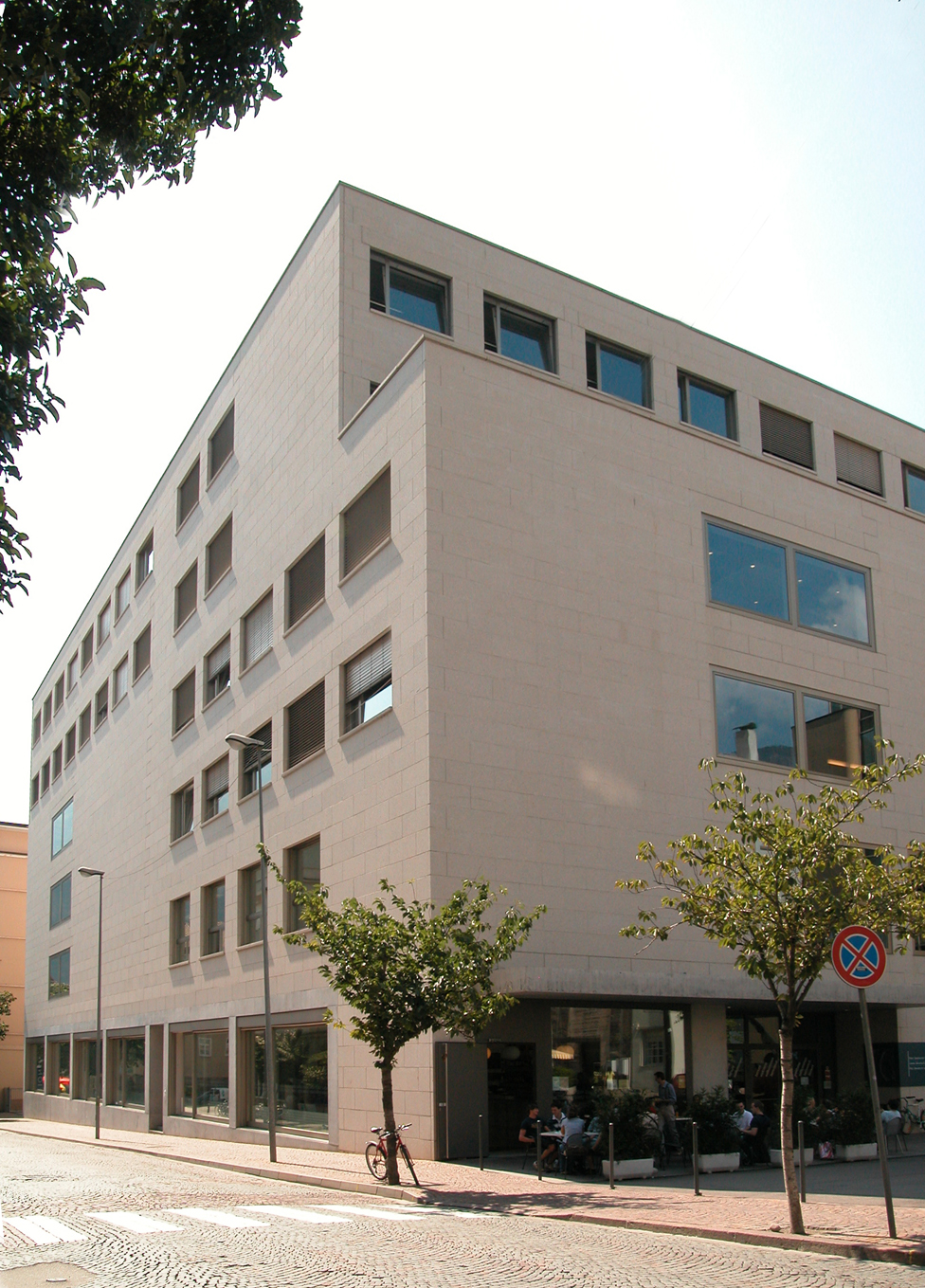
主教学楼

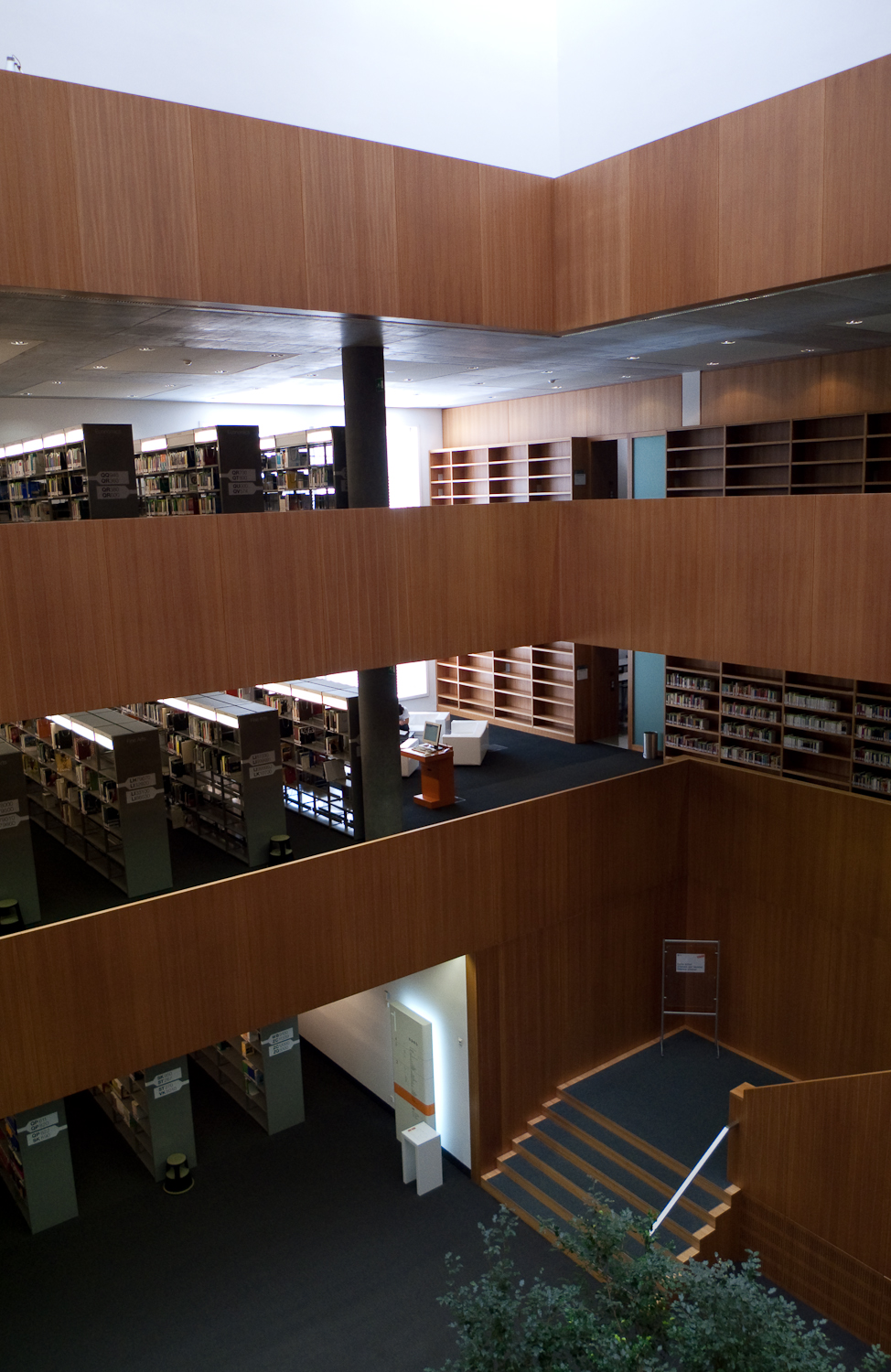
博尔扎诺自由大学图书馆

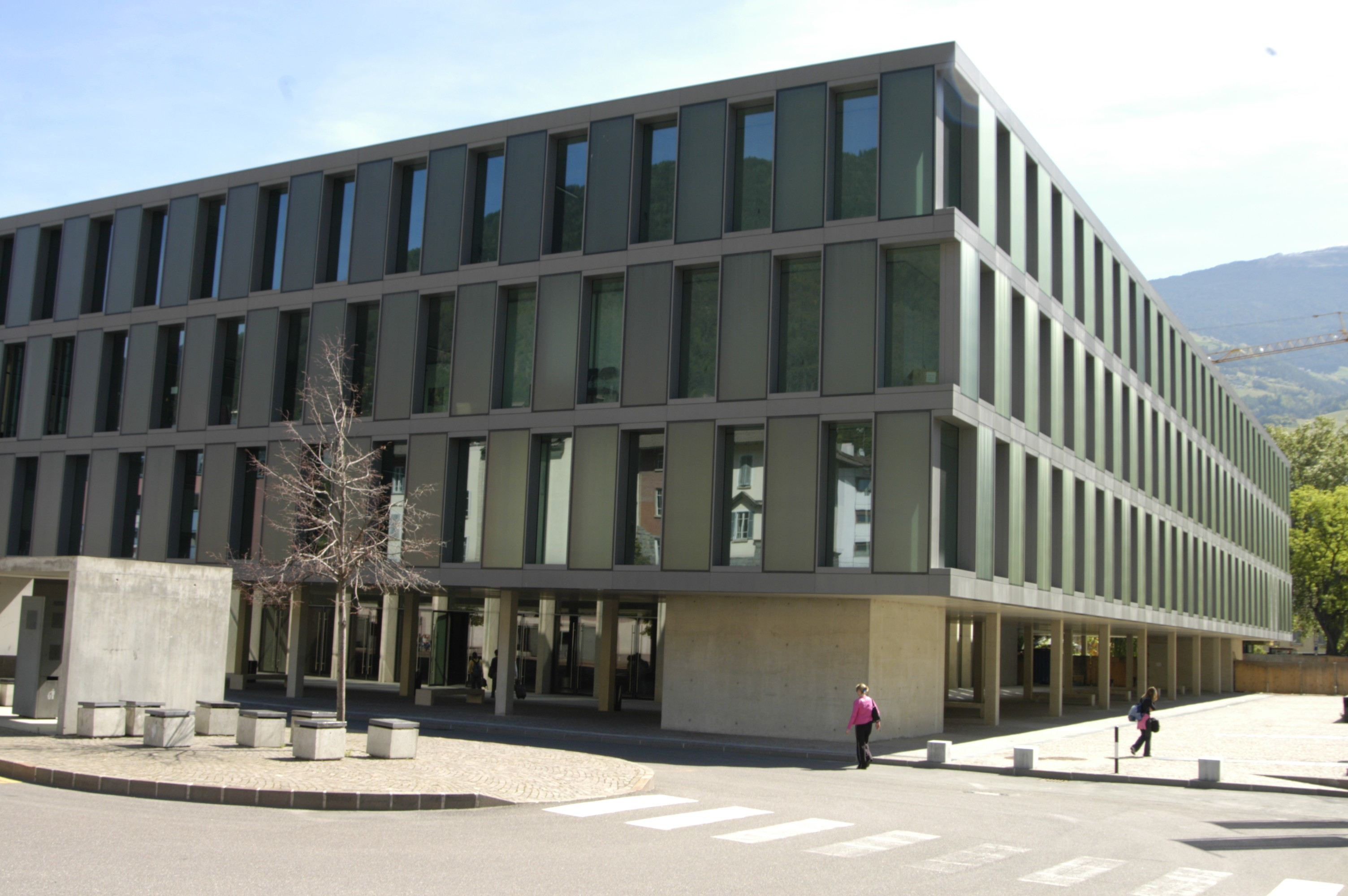
布雷萨诺内的房地

博尔扎诺自由大学（德语：Freie Universität Bozen；意大利语：Libera Università di Bolzano；拉登语：Universitá Liedia de Bulsan）位于特伦蒂诺-上阿迪杰大区博尔扎诺-上阿迪杰自治省首府博尔扎诺，是由博尔扎诺自治区建立的非国立大学，主要用德语、英语、意大利语三种语言授课。

## 历史
学校成立于1997年，开始只有两个学院：位于博尔扎诺的经济学院和位于布雷萨诺内的教育学院。1998年，大学图书馆成立，之后又成立了信息科学、艺术和设计学院。2007年，现今最后一个学院自然科学与技术学院成立。

## 学院

### 經濟學院
經濟和管理學院設在Bozen-Bolzano和Bruneck-布魯尼科。它提供三個本科和兩個碩士學位課程。
- 經濟與管理學士學位
- 經濟和社會科學學士PPE（哲學，政治學和經濟學）
- 旅遊，體育和活動管理學士
- 創業與創新碩士
- 公共經濟與管理碩士

### 教育學院
Brixen-Bressanone的教育學院以下課程為活動：
- 社會工作學士
- 社會教育學士
- 傳播科學與文化學士
- 小學教育碩士（5年）
- 社會工作與社會教育創新與研究碩士（IRIS）
- 普通教育學，社會教育學和普通教育博士

### 計算機科學院
位於Bozen-Bolzano的計算機科學學院有以下培訓班：
- 計算機科學與工程學士
- 計算機科學碩士
- 歐洲計算邏輯
- 歐洲軟件工程碩士
- 計算機科學博士

### 科學技術學院
科學與技術學院有以下活動課程：
- 農業和農業環境科學學士
- 工業和機械工程學士學位
- 能源工程碩士
- 山地環境管理碩士
- 國際園藝科學碩士
- 山地環境與農業博士學位
- 可持續能源與技術博士學位

### 設計學院
設計與藝術學院提供以下課程：
- 設計與藝術學士
- 設計碩士